# Wólka Łanięcka
Wólka Łanięcka es un pueblo de Polonia, en Mazovia.  Se encuentra en el distrito (Gmina) de Opinogóra Górna, perteneciente al condado (Powiat) de Ciechanów. Se encuentra aproximadamente a 6 km al este de Opinogóra Górna, 12 km al este de Ciechanów, y a 78 km  al norte de Varsovia. 
Entre 1975 y 1998 perteneció al voivodato de Ciechanów.